# SIG Sauer (Deutschland)

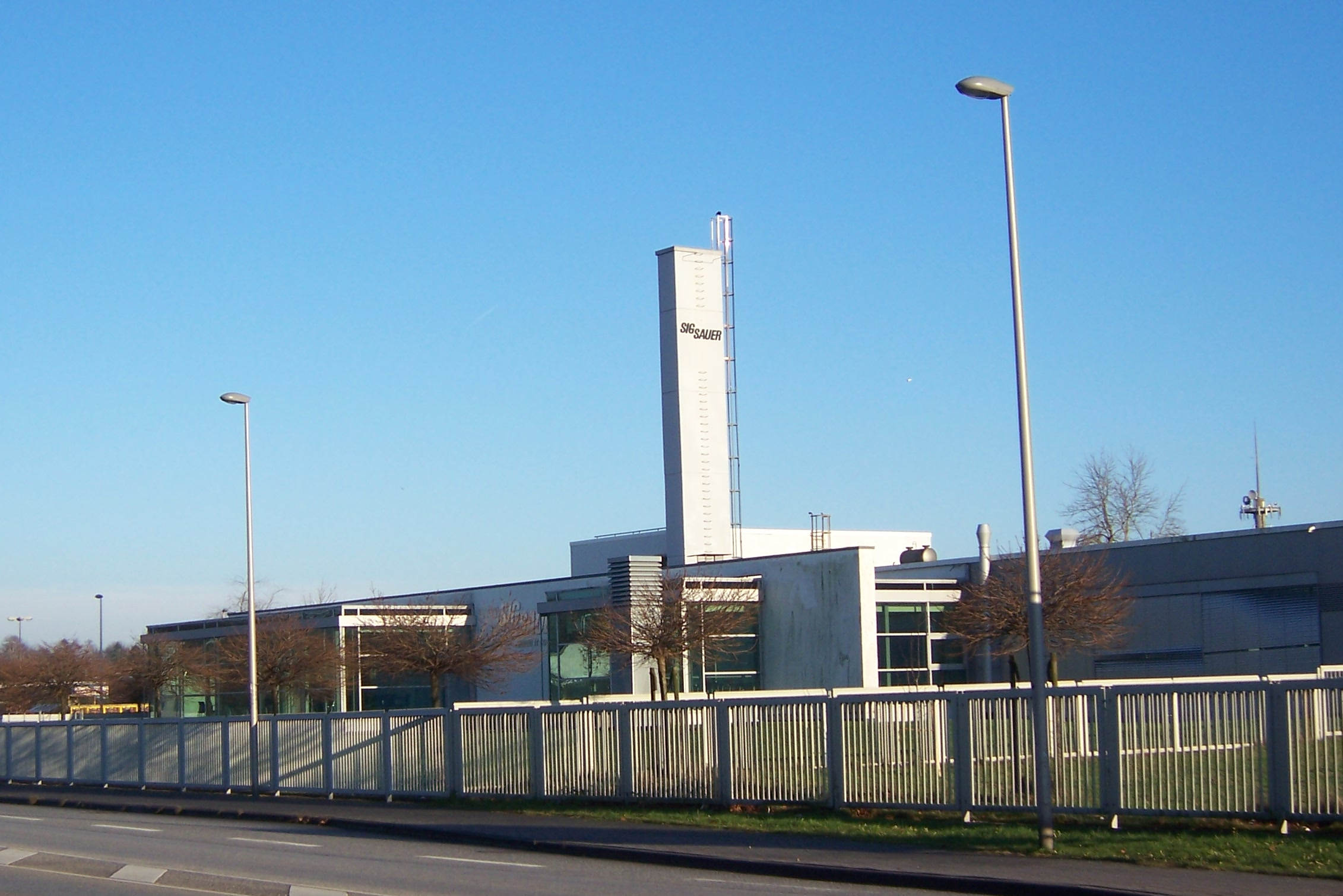
Werksgelände der SIG Sauer GmbH & Co KG, zuvor der J. P. Sauer & Sohn AG im Eckernförder Stadtteil Wilhelmstal

Die SIG Sauer GmbH & Co. KG war ein deutscher Waffenhersteller mit Sitz in Eckernförde.
Das Unternehmen produzierte Kurz- und Langwaffen für die private, polizeiliche und militärische Verwendung. Außerdem fertigte es Optiken für die Jagd und Druckluftwaffen für Sportschützen. Es war Teil der L & O Holding, zu der auch der US-amerikanische Ableger SIG Sauer Incorporated und die schweizerische SIG Sauer AG gehören.
Der größte Teil des europäischen Portfolios der Gruppe stammte aus Eckernförde/Deutschland. Hierzu zählt neben der kompletten P220 und P226 X-Serie, die P210 Serie, diverse klassische P226/P229, sowie die SSG 3000 und STR Gewehr-Linien.

## Geschichte
Die SIG Sauer GmbH & Co. KG war eine Schwestergesellschaft der J. P. Sauer & Sohn GmbH, die auf die 1751 in Suhl gegründete Waffenmanufaktur Lorenz Sauer zurückgeht. In Eckernförde wurde am 26. März 1951 die J. P. Sauer & Sohn Aktiengesellschaft gegründet, die 2009 als neugegründete J. P. Sauer & Sohn GmbH nach Isny im Allgäu umzog. Seit 2000 gehörte das Unternehmen zur L & O Holding. Der Namensbestandteil SIG stammt aus der Zugehörigkeit zur SIG (Schweizerische Industrie-Gesellschaft) von den 1970er-Jahren bis ins Jahr 2000.
Bis ins Jahr 2009 hinein waren rund 450 Mitarbeiter angestellt. Nachdem das Unternehmen nicht den Zuschlag für einen Großauftrag bekam, reduzierte sich die Betriebsgröße im Jahr 2009 auf 300 Mitarbeiter. In den Folgejahren sank die Mitarbeiterzahl auf 140. Nach Informationen des Schleswig-Holsteinischen Zeitungsverlags beschloss die US-amerikanische Schwestergesellschaft SIG Sauer Inc. im Jahr 2014, ab 2015 alle Pistolen selbst herzustellen, was mit einer Reduzierung der Belegschaft in Eckernförde von 140 auf 80 Mitarbeiter und der pro Tag produzierten Waffen von 50 auf 25 einherging. Über die Hälfte des Erlöses des Eckernförder Werkes wurde bis zu diesem Zeitpunkt über die Aufträge von SIG Sauer Inc. generiert, wobei die in Eckernförde produzierten Waffen in die Vereinigten Staaten (USA) exportiert und dort verkauft wurden. Die Anzahl an gelieferten Waffen an SIG Sauer Inc. wurde nach der Berichterstattung von Panorama durch einen ehemaligen Mitarbeiter auf bis dahin bis zu 20.000 Stück pro Jahr beziffert. Im August 2014 wurde berichtet, dass das Unternehmen Kurzarbeit eingeführt habe, die bis zum 31. Januar 2015 andauern sollte. Nach Informationen der Kieler Nachrichten sollten bis zu 80 Arbeitsplätze gestrichen werden. Ende Oktober 2014 bestätigte die IG Metall gegenüber dem NDR, dass 85 von 134 Stellen gestrichen werden sollten. Es stand zudem die Schließung des Standorts Eckernförde im Raum. Der Betriebsrat hielt dies aber für unwahrscheinlich. Ende Februar 2015 wurde bekannt, dass 73 Beschäftigten gekündigt werden sollte, von denen 55 in eine Transfergesellschaft wechseln sollten und 18 gegen die Kündigung klagen wollten.
Laut einer von Daniel Harrich mit dem SWR produzierten und im April 2020 veröffentlichten Dokumentation über illegale Waffenexporte avancierte die US-amerikanische Tochterfirma SIG Sauer USA Incorporated durch Waffenausfuhren in Drittstaaten zum größten Kleinwaffen-Exporteur der USA.
Nachdem sich das Unternehmen zunächst am Standort Eckernförde auf die Produktion von Sportpistolen und -gewehren beschränken wollte, wurden Ende 2020 überraschend die Produktion vollständig eingestellt und der Betrieb geschlossen. Zum 1. Juni 2021 wurde auch die auf dem Werksgelände bestehende Beschussstelle des Beschussamts Kiel geschlossen.
Da die Firma entgegen anderslautender Veröffentlichungen nicht insolvent ist, muss der Waffenhersteller vermutlich seine Millionenerlöse zurückzahlen, die er um 2010 durch illegale Waffenexporte nach Kolumbien erzielt hatte.

## Illegale Waffenexporte

### Kasachstan
Nach Informationen von NDR, WDR und Süddeutsche Zeitung wurden im Januar 2014, im Auftrag der Staatsanwaltschaft Kiel, Geschäftsräume wegen des Verdachts des Verstoßes gegen das Außenwirtschafts- und Waffengesetz durchsucht. Hintergrund sind Lieferungen in den Jahren 2009 und 2010 von 70 Pistolen der Typen SIG Sauer P226 und SIG Sauer P228 an die Präsidentengarde Kasachstans. Nachdem SIG Sauer dafür keine Genehmigung erhalten hatte, bot angeblich ein Mitarbeiter dem Empfänger an, die Lieferung über die Vereinigten Staaten abzuwickeln. Der NDR berichtet, dass die Ermittler davon ausgehen, dass das Geschäft im Jahr 2010 über die Vereinigten Staaten abgewickelt wurde und als Endabnehmer der amerikanische Zivilmarkt angegeben worden sei.

### Kolumbien
Ebenfalls nach Informationen von NDR, WDR und Süddeutscher Zeitung ermittelte die Staatsanwaltschaft Kiel in einem ähnlichen Fall wegen Lieferungen von tausenden Pistolen des Typs SIG SP 2022 in den Jahren 2009 bis 2011 oder 2012 über die Vereinigten Staaten nach Kolumbien. Für die Ausfuhr nach Kolumbien lag keine Genehmigung vom Bundesamt für Wirtschaft und Ausfuhrkontrolle (BAFA) vor. Da das US-Außenministerium versicherte, dass die Waffen in den Vereinigten Staaten verbleiben (Endverbleibserklärung), wurde die Ausfuhr in die Vereinigten Staaten genehmigt. Eine Genehmigung des Reexports hatten die Vereinigten Staaten nach Angaben des BAFA nicht. Dennoch soll die Lieferung von 100.000 Pistolen des Typs SIG SP 2022 nach Kolumbien durch die US Army nicht nur von SIG Sauer Inc in den Vereinigten Staaten produzierte Pistolen enthalten haben, sondern auch Pistolen aus deutscher Fertigung. Nach Angaben des Spiegel bestätigte das Kolumbianische Außenministerium den Erhalt von ca. 65.000 Pistolen des Typs Typ SP 2022 ab dem Jahr 2006 im Wert von 28,6 Millionen Dollar durch das US-Verteidigungsministerium. Zudem berichtete Der Spiegel, dass 500 Scharfschützengewehre des Typs SSG 3000 in die Vereinigten Staaten und möglicherweise von dort weiter nach Kolumbien geliefert worden seien. Der NDR und die Süddeutsche Zeitung gehen davon aus, dass mindestens 20 dieser Gewehre nach Kolumbien gelangt sind.
Nach Angaben der Tagesschau vom Juli 2014 erklärte das Bundesamt für Wirtschaft und Ausfuhrkontrolle, dass alle Antragsverfahren für Waffenausfuhren der SIG Sauer GmbH & Co. KG ausgesetzt wurden.
Möglich ist zudem, dass die Vereinigten Staaten als Empfängerland [wegen] Verstößen gegen die abgegebenen Endverbleibserklärungen bis zur Beseitigung dieser Umstände grundsätzlich von einer Belieferung mit weiteren (…) Rüstungsgütern ausgeschlossen werden. In der 38. Sitzung am 4. Juni 2014 beschäftigte sich der Deutsche Bundestag mit den Vorwürfen. Brigitte Zypries sagte, der Vorwurf wiege schwer, bis zur Aufklärung der Vorwürfe sollen aber nicht alle Rüstungsexporte in die Vereinigten Staaten ausgesetzt werden.
Nach Angaben des Spiegels wurden am 14. Juli 2014 die privaten Häuser von Michael Lüke und Thomas Ortmeier durchsucht. Lüke ist nicht nur einer der Geschäftsführer der SIG Sauer GmbH, sondern zusammen mit Ortmeier Inhaber der L & O Holding.
Die Staatsanwaltschaft Kiel, die seit Anfang Juli 2014 in dem Fall ermittelte, erhob im April 2018 Anklage gegen fünf Manager von SIG Sauer und verurteilte drei von ihnen im April 2019 wegen Verstoßes gegen das Außenwirtschaftsgesetz (für den ungenehmigten d. h. illegalen Waffenhandel von 38.000 Pistolen nach Kolumbien, da auch in den USA produzierte SIG Sauer Waffen, eine Exportgenehmigung durch die deutsche Bundesregierung in Drittstaaten bedürfen). Die Verurteilten erhielten Bewährungs- und Geldstrafen in unterschiedlicher Höhe. Außerdem beantragte die Staatsanwaltschaft eine Gewinnabschöpfung von SIG Sauer von 11,1 Millionen Euro, um den Verkaufserlös für 36.628 Pistolen einzuziehen.  Gegen die Einziehung des Geldes legten drei betroffene Gesellschaften der Unternehmensgruppe Revision beim Bundesgerichtshof (BGH) ein. Im Juli 2021 urteilte der Bundesgerichtshof, dass die Erlöse der Firma aus dem illegalen Geschäft zurecht eingezogen wurden.
Nach im April 2020 veröffentlichten Recherchen des SWR belegen Dokumente des US-Handelsministeriums, dass SIG Sauer USA Inc. auch nach der Urteilsverkündigung noch rund 10.000 Pistolen nach Kolumbien lieferte, ohne näher darauf einzugehen, ob Exportgenehmigungen der deutschen Bundesregierung vorlagen.

#### Stellungnahme des Unternehmens
In einer Pressemitteilung vom 3. Juli 2014 erklärte das Unternehmen, dass es mit Genehmigung des BAFA Pistolen und Pistolenteile des Typs SIG SP 2022 an SIG Sauer (USA) in den Vereinigten Staaten geliefert hatte. Ein Fehlverhalten seinerseits konnte das Management nicht erkennen und erklärte, mit den Ermittlungsbehörden kooperieren zu wollen. In den Ausfuhrpapieren soll angegeben worden sein, dass die Pistolen für den zivilen Markt in den USA bestimmt seien und dort verbleiben sollten. Firmeninterne Dokumente sollen aber belegen, dass intern die Weiterlieferung nach Kolumbien bekannt war und erst ein Bericht der Export-Kontrollbeauftragten von SIG Sauer einen Lieferstopp zur Folge hatte.

### Irak
Am 9. September 2014 berichtete die Süddeutsche Zeitung von weiteren mutmaßlichen Verfehlungen bei der Ausfuhr von Waffen. So wird vermutet, dass über die SIG Sauer Inc. in den Vereinigten Staaten ca. 5.000 Pistolen im Wert von 1,76 Mio. US-Dollar in den Irak exportiert wurden, ohne dass das Unternehmen zuvor eine Ausfuhrgenehmigung der Bundesregierung eingeholt hatte. Gemäß den Angaben der Zeitung gelangten dabei auch Waffen in den Besitz der als Terrororganisation eingestuften PKK.

### Mexiko
Im April 2020 wurden weitergehende Recherchen des SWR veröffentlicht, wonach SIG Sauer, insbesondere dessen US-amerikanische Tochterfirma SIG Sauer USA Incorporated, Exportgenehmigungen von Handfeuerwaffen durch das US-Außenministerium im Wert von bis zu 266 Millionen in das vom Drogenkrieg erschütterte Mexiko erteilt bekam, für die es allerdings nach deutscher Rechtsauffassung eine Genehmigung der deutschen Bundesregierung gebraucht hatte, die diese aber nicht in Gänze erteilte. Die Staatsanwaltschaft Kiel eröffnete diesbezüglich Ermittlungen.

## Produkte

### Pistolen
- SIG Sauer X-Series
- SIG P210[42]
- SIG P220[42]
- SIG Sauer P224
- SIG Sauer P225
- SIG Sauer P226[42]
- SIG Sauer P227
- SIG Sauer P228
- SIG Sauer P229[42]
- SIG Sauer P230
- SIG Sauer P232[42]
- SIG Sauer P238
- SIG Sauer P239
- SIG Sauer P290
- SIG Sauer P320
- SIG Sauer P938
- SIG Sauer Mosquito
- SIG Sauer 1911[42]
- SIG SP 2009
- SIG SP 2022[42]
- SIG SPC 2022

### Maschinenpistolen
- SIG MPX

### Selbstladegewehre

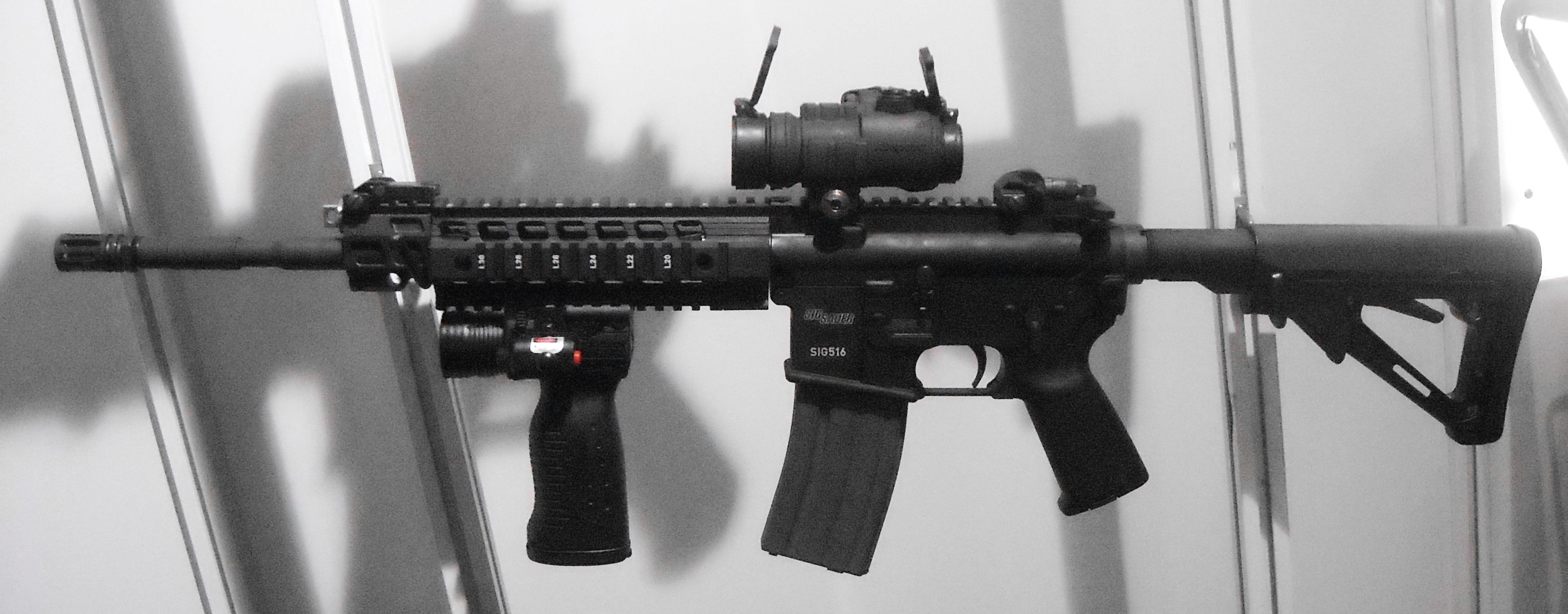
SIG 516

- SIG 516/716[42]
- SIG 550
- SIG 551
- SIG 553
- SIG MCX
- SIG MCX Spear
  - SIG XM7
- SG SAPR

### Repetierwaffen
- SIG Sauer SSG 2000
- SIG Sauer SSG 3000[42]
- SIG STR 200
- SIG SHR 970

## Rezeption

### Dokumentationen
- Von Daniel Harrich: Tödliche Exporte – Rüstungsmanager vor Gericht[13]